# Munții Apalași
Munții Apalași  (în engleză Appalachian Mountains, în franceză Les Appalaches) sunt un lanț de munți împăduriți de înălțime mijlocie. Se întind pe o distanță de peste 2000 km paralel cu coasta de est nordamericană din provincia Quebec, Canada, până în nordul statului Alabama. Din punct de vedere geologic sunt considerați că ar fi mai vechi decât Oceanul Atlantic, ei fiind continuarea lanțului muntos european Munții Grampieni din Scoția și a munților din nordul Scandinaviei. Vechimea lor este apreciată la 400 milioane  ani. În comparație cu Himalaya, Munții Stâncoși și munții Alpi, Apalașii sunt mult mai vechi.

## Vârfuri mai înalte
- Mount Mitchell, 2037 m (North Carolina)
- Clingman’s Dome, 2025 m (North Carolina, Tennessee)
- Mount Washington, 1931 m (New Hampshire)
- Mount Marcy, 1629 m (New York)
- Mount Katahdin, 1606 m, (Maine)
- Mont-Jacques-Cartier, 1268 m, (Québec, Canada)
- Mount Rogers, 1746 m (Virginia)
- Spruce Knob, 1482 m (West Virginia)

## Clasificarea Apalașilor
Regiunea este alcătuită din munți vechi, puternic modelați de agenții externi, cu o altitudine medie de 1000 metri, iar cea maximă depășind puțin 2000 metri. Acest sistem montan coboară altitudinal spre fluviul Ohio prin intermediul Podișului Cumburland.
Deși, în ansamblu, Apalașii reprezintă un sistem montan unitar, există totuși diferențe apreciabile între structura fizico-geografică a celor trei sectoare principale: Apalașii nordici, centrali și sudici.